# Stinson Reliant
El Stinson Reliant fue un monoplano de turismo, más tarde de enlace y entrenamiento, monomotor de ala alta y con capacidad para cuatro o cinco plazas, fabricado por la firma estadounidense Stinson Aircraft Company. Entre 1933 y 1941 fueron producidos un total de 1327 aparatos de este modelo. El último de los Reliant civiles, el Stinson Reliant SR-10 con sus variantes, apareció en 1938. La producción del Reliant para uso civil terminó a raíz de la entrada de los Estados Unidos en la Segunda Guerra Mundial en 1941; durante la contienda fueron utilizados cierto número de aparatos requisados por las USAAF, así como otros que fueron exportados para su uso por las fuerzas armadas británicas.

## Diseño y desarrollo
El Reliant era un monoplano terrestre de ala alta y tren de aterrizaje fijo que fue propulsado por una variedad de motores radiales. Se construyeron 1327 aparatos de todos los modelos desde 1933 hasta 1941, desde el SR-1 al SR-10. El modelo comercial final, el Stinson Reliant SR-10, se introdujo en 1938. Una versión militarizada se lanzó por primera vez para las fuerzas armadas de Estados Unidos en febrero de 1942, y se mantuvo en producción a través de varias versiones adicionales (todas idénticas exteriormente) hasta finales de 1943.
Su producción se puede dividir en dos tipos distintos: los Reliant de ala recta (todos los modelos hasta el SR-6) y los Reliant de ala de gaviota (todos los modelos desde el SR-7 y posteriores, incluido el V-77/AT-19 militarizado), con poco en común entre los dos grupos de modelos. El Reliant de ala recta tenía un ala de cuerda y grosor constante que se apoyaba en dos puntales a cada lado con puntales de arriostramiento adicionales. Por el contrario, el Reliant de ala trapezoidal tenía la cuerda y el grosor del ala más amplios a mitad de la envergadura, con el borde posterior del ala exterior muy inclinado hacia adelante y un corte redondeado en la raíz del borde delantero, todo soportado por un único puntal. El ala ahusada tenía un aumento significativo entre el fuselaje y el ala, y los cambios en el grosor del ala le daban una apariencia distinta desde el frente.

## Historia operacional
El Reliant fue utilizado por las Fuerzas Aéreas del Ejército de los Estados Unidos en la Segunda Guerra Mundial como un avión utilitario, designado UC-81, y como entrenador, designado como AT-19. Las Reales Armada y Fuerza Aérea británicas también usaron el Reliant, como transporte ligero y en tareas de comunicación y entrenamiento. Fue el primer avión que operó Aeronaves de México, hoy en día Aeroméxico. Después de la guerra fueron vendidos en el mercado civil como Vultee V-77.
La V-77 era una versión más simplificada de la SR-10, con motor Lycoming R-680-E3B de 300 hp, con una sola puerta en el lado izquierdo y con la "abultada" capota tradicional reemplazada por una lisa más simple. La estructura interna se reforzó significativamente con respecto a los anteriores modelos comerciales, y se le agregó un distintivo contrapeso triangular al timón.

## Variantes

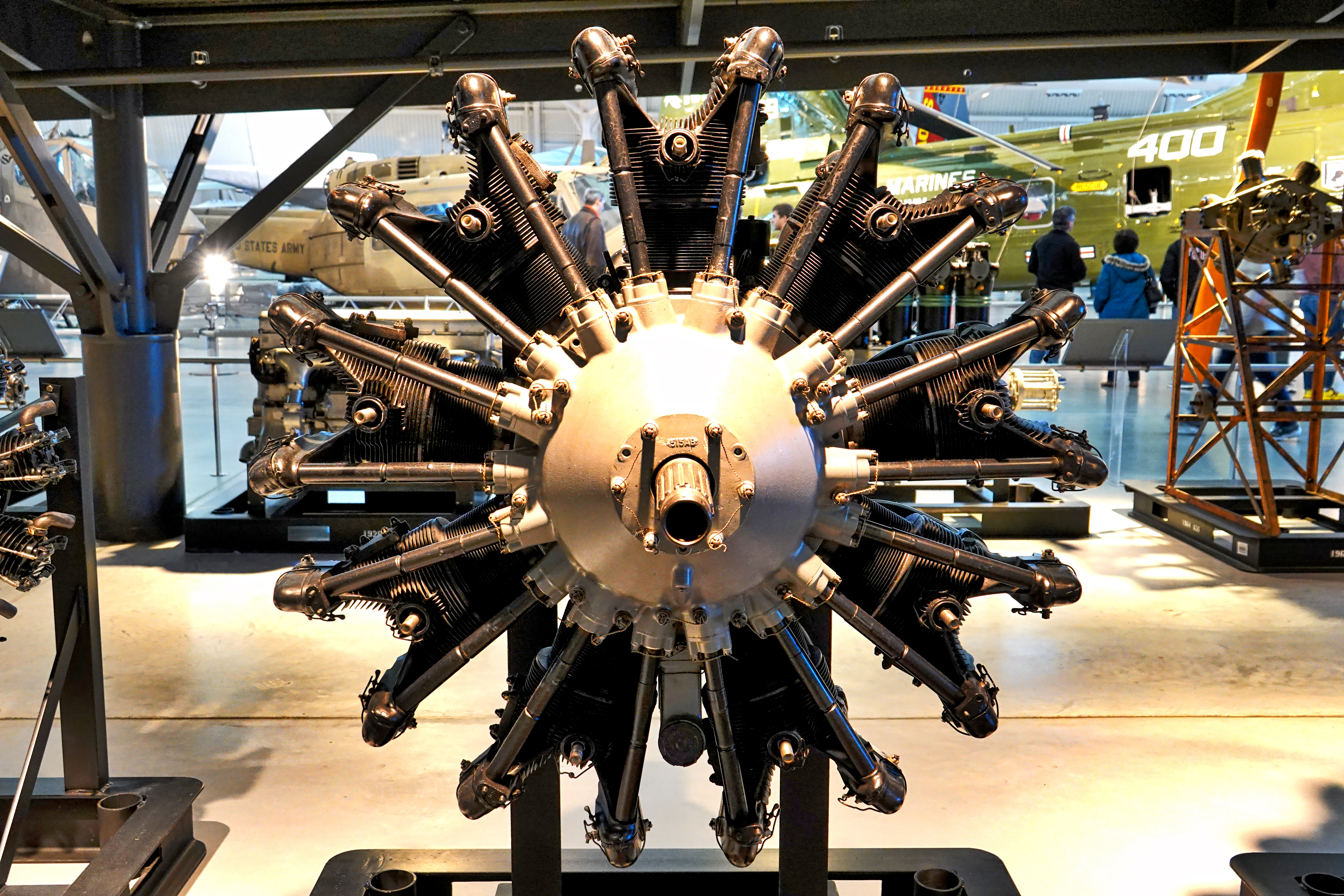
Motor radial de nueve cilindros refrigerado por aire Lycoming R-680.

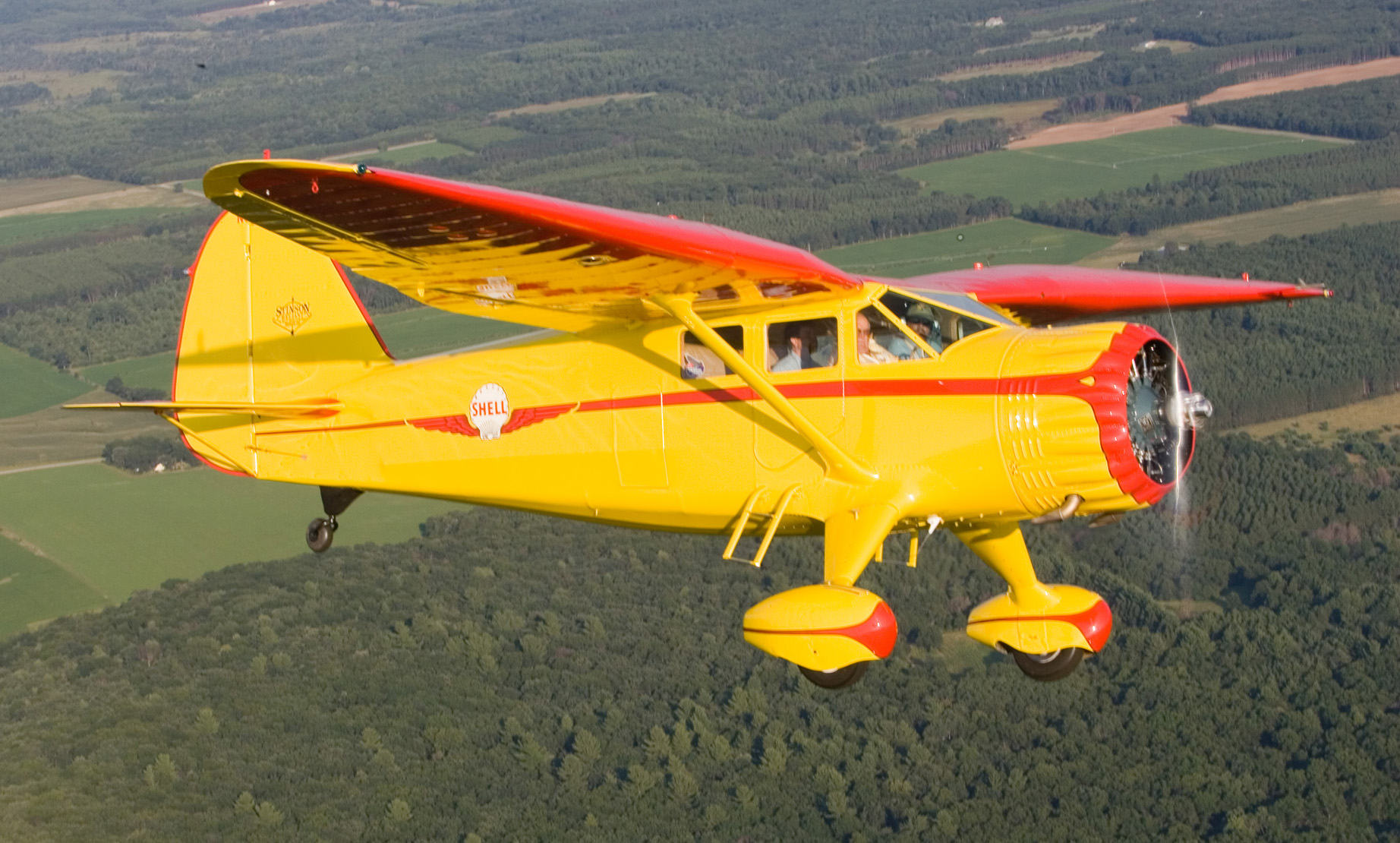
Shell Stinson Reliant SR-10 de Jimmy Doolittle, restaurado.

### Civiles
SR Reliant
Primer modelo con motor radial Lycoming R-680 de 160 kW (215 hp).
SR-1
Desarrollado con un motor radial Lycoming R-680-2 de 180 kW (240 hp); dos construidos.
SR-2
Desarrollado con un motor radial Lycoming R-680-7 de 179 kW (240 hp).
SR-3
Similar al SR-1, pero con cambios estructurales menores.
SR-4
Propulsado por un motor radial Wright R-760-E de 186 kW (250 hp).
SR-5
Versión mejorada, propulsada por un motor radial Lycoming R-680-4 de 168 kW (225 hp).
SR-5A
Propulsado por un motor radial Lycoming R-680-6 de 183 kW (245 hp).
SR-5B
Propulsado por un motor radial Lycoming R-680-2 de 180 kW (240 hp).
SR-5C
Desarrollado con un motor radial Lycoming R-680-5 de 194 kW (260 hp).
SR-5E
Desarrollado con un motor radial Lycoming R-680-4 de 168 kW (225 hp).
SR-5F
Propulsado por un motor radial Wright R-760-E de 168 kW (225 hp).
SR-6
Avión de cabina de cinco asientos; motor radial Lycoming R-680-6.
SR-6A
Avión de cabina de cuatro asientos, propulsado por un motor radial Lycoming R-680-4 de 168 kW (225 hp).
SR-6B
Avión de cabina de cuatro asientos, propulsado por un motor Lycoming R-680-5.
SR-7
Primera serie con ala de planta en doble trapecio con cuatro plazas; introducido en 1936.
SR-7B
Avión con cabina para cinco plazas, impulsado por un motor radial Lycoming R-680-B6; 47 construidos.
SR-7C
Avión con cabina de cinco plazas, motor Lycoming R-680-B5; tres construidos.
SR-8A
Aviones con cabina para cuatro plazas. Producción iniciada en 1936.
SR-8B
Avión con cabina para cuatro plazas, propulsado por un motor radial Lycoming R-680-B6.
SR-8C
Avión con cabina de cuatro plazas, propulsado por un motor Lycoming R-680-B5.
SR-8D
Avión con cabina de cinco plazas, propulsado por un motor radial Wright R-760-E1 de 285 hp.
SR-8DM
Versión de transporte utilitario del SR-8D.
SR-8E
Avión con cabina para cinco plazas, propulsado por un motor Wright R-760-E2 de 239 kW (320 hp).
SR-8EM
Versión de aplicaciones utilitarias del SR-8E.
SR-9
Serie de 1937, equipado con un parabrisas curvo, exclusivo de esta serie.
SR-9A
Versión propuesta con motor Lycoming R-680-B4. Sin construir.
SR-9B
Versión con motor Lycoming R-680-B6 de 183 kW (245 hp); 35 construidos.
SR-9C
Desarrollado con un motor Lycoming R-680-B5 de 190 kW (260 hp); 65 construidos.
SR-9D
Desarrollado con un motor Wright R-760-E1 de 213 kW (285 hp); 22 construidos.
SR-9E
Desarrollado con un motor Wright R-760-E2 de 240 kW (320 hp); 43 construidos.
SR-9F
Desarrollado con un motor radial Pratt & Whitney Wasp Junior de 340 kW (450 hp); 34 construidos.
SR-10
Producción iniciada en 1938.
SR-10B
Desarrollado con un Lycoming R-680-D6; uno construido.
SR-10C
Desarrollado con un motor Lycoming R-680-D5; 46 construidos.
SR-10D
Motor Wright R-760E-1; 3 construidos.
SR-10E
Desarrollado con un motor radial Wright R-760E-2; 21 construidos.
SR-10F
Motor radial Pratt & Whitney R-985 Wasp Junior SB; 18 construidos.
SR-10G
Desarrollado con un motor Lycoming R-680-E1; 12 construidos.
SR-10J
Motor Lycoming R-680-E3; 11 construidos.
SR-10K
Motor Wright R-760E-3; dos construidos.

### Variantes con uso militar (requisados al comienzo de las hostilidades)
AT-19
Designación de las USAAF para una variante de entrenamiento del UC-81 para la Armada Real bajo Préstamo-Arriendo como Reliant I; 500 construidos.
AT-19A
Designación original del L-9A, que era un Voyager, no un Reliant.
AT-19B
Designación original del L-9B, que era un Voyager, no un Reliant.
AT-19C
Conversiones de AT-19 en aeronaves de reconocimiento fotográfico para las USAAF; 51 conversiones.
UC-81
Cuatro SR-8B requisados.
UC-81A
Dos SR-10G requisados.
UC-81B
Un SR-8E requisado.
UC-81C
Tres SR-9C requisados.
XC-81D
Un SR-10F civil operado por los militares para el desarrollo de técnicas de enganche de planeadores.
UC-81E
Cuatro SR-9F requisados.
UC-81F
Siete SR-10F requisados.
UC-81G
Tres SR-9D requisados.
UC-81H
Un SR-10E requisado.
UC-81J
Nueve SR-9E requisados.
UC-81K
Cinco SR-10C requisados.
UC-81L
Dos SR-8C requisados.
UC-81M
Un SR-9EM requisado.
UC-81N
Dos SR-9B requisados.
L-12
Dos SR-5A requisados para servicio con las USAAF durante la Segunda Guerra Mundial.
L-12A
Dos SR-7B requisados.
RQ-1
Un SR-5A Reliant adquirido por la Guardia Costera de los Estados Unidos en 1935, designado RQ-1, más tarde redesignado XR3Q-1, fue desguazado en 1941.
XR3Q-1
Un SR-5A Reliant adquirido por Armada estadounidense en 1934; asignado como transporte utilitario en el NAS Sunnyvale (más tarde Moffett Field, California).
Reliant I
500 Reliant fueron suministrados a la Armada Real bajo Préstamo-Arriendo con la designación AT-19; básicamente eran similares al SR-10G, con motor Lycoming R-680-E1 y fuselaje alargado; equiparon doce escuadrones y fueron utilizados en tareas de transporte ligero, comunicaciones y como entrenadores de navegantes y operadores de radio.

## Operadores

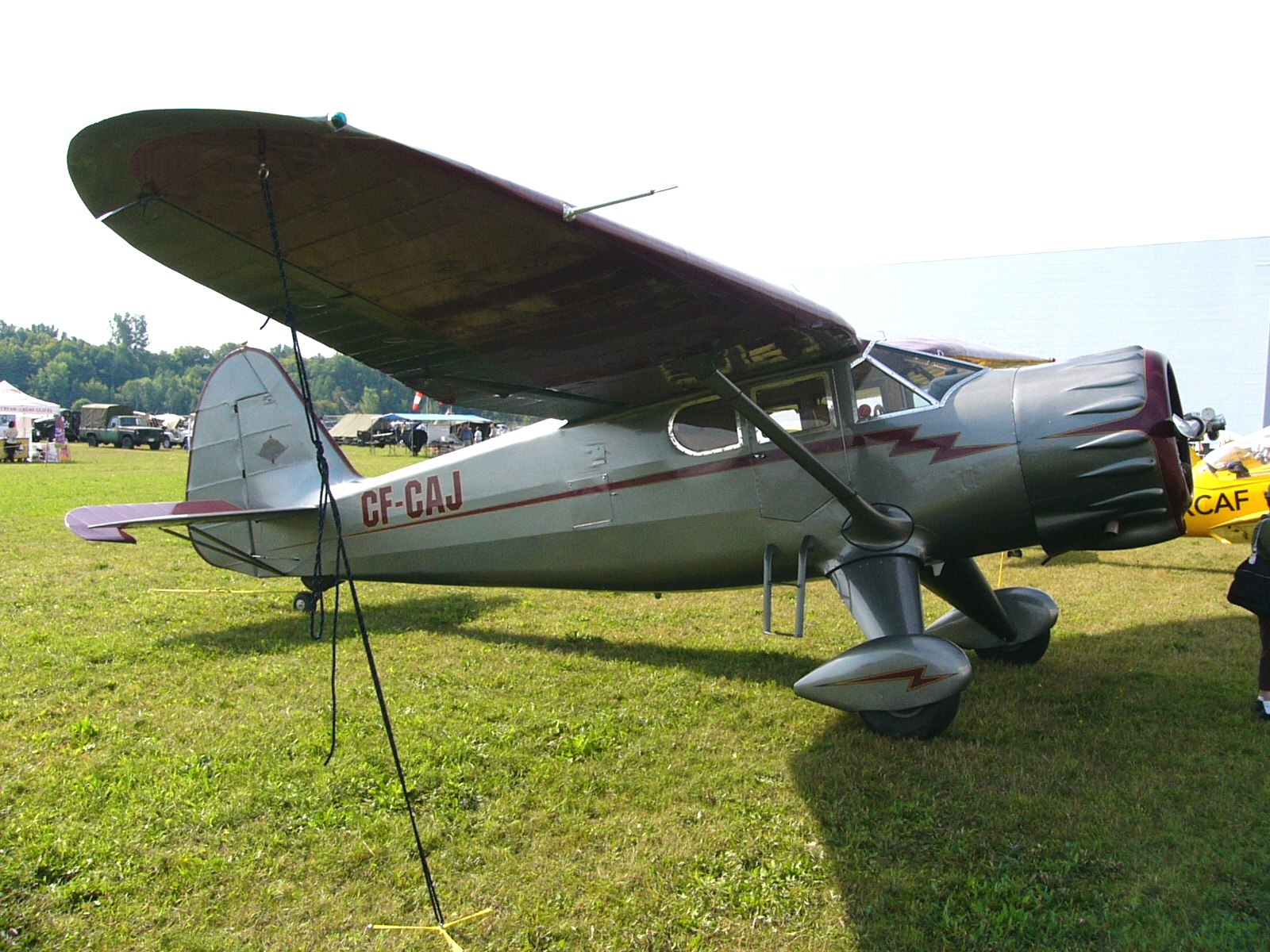
Stinson V-77 Reliant.

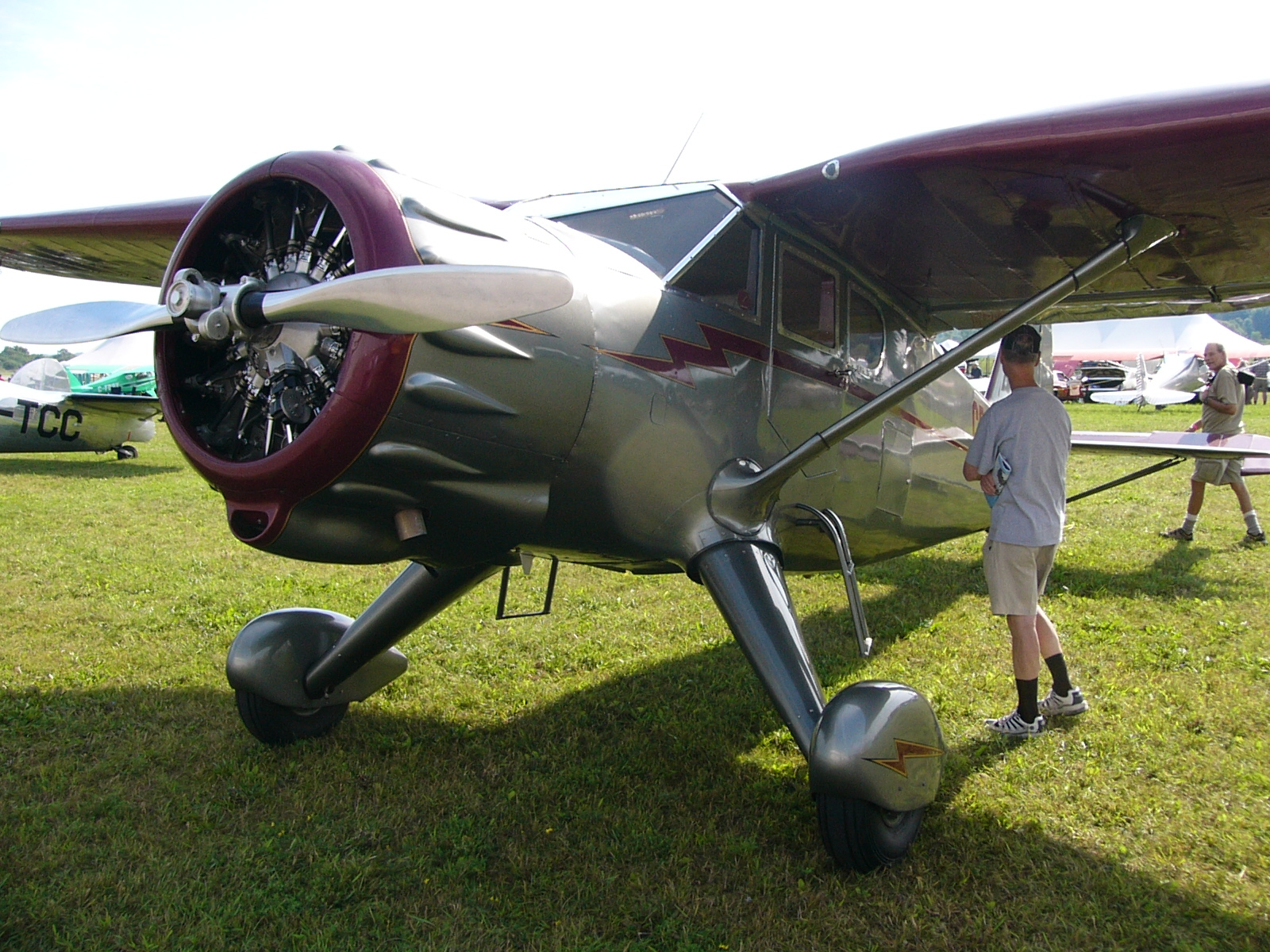
Stinson V-77 Reliant.

### Militares
Argentina
- Armada Argentina[7]

 Australia
- Real Fuerza Aérea Australiana: 1.[13]

 Estados Unidos
- Fuerzas Aéreas del Ejército de los Estados Unidos: un total de 47 Reliant requisados durante la Segunda Guerra Mundial.[14]
- Guardia Costera de los Estados Unidos[11]
- Armada de los Estados Unidos[7]

 Reino Unido
- Real Fuerza Aérea británica
  - No. 510 Squadron RAF[15]
- Arma Aérea de la Flota

 Uruguay
- Fuerza Aérea Uruguaya

### Civiles
Brasil
- Aerolloyd Iguassu
- Aerovías Minas Gerais
- NAB – Navegação Aérea Brasileira

 El Salvador
- Grupo TACA

 Estados Unidos
- Northwest Airways

 México
- Aeronaves de México: el Reliant fue el primer avión usado por Aeronaves, que más tarde se convertiría en la mayor aerolínea de México, en su servicio inicial entre México y Acapulco, el 14 de septiembre de 1934.[16]

 Noruega
- Widerøe

 Paraguay
- Líneas Aéreas de Transporte Nacional (LATN)

## Especificaciones
Referencia datos: Enciclopedia Ilustrada de la Aviación Vol. 12 pág. 2960 (Stinson Reliant SR-5A)

### Características generales
- Tripulación: Uno (piloto)
- Capacidad: 3-4 pasajeros
- Longitud: 8,3 m (27,3 ft)
- Envergadura: 12,5 m (41 ft)
- Altura: 2,6 m (8,4 ft)
- Superficie alar: 21,4 m² (230 ft²)
- Peso vacío: 1050 kg (2314,2 lb)
- Peso máximo al despegue: 1580 kg (3482,3 lb)
- Planta motriz: 1× motor radial de nueve cilindros refrigerado por aire Lycoming R-680-6.
  - Potencia: 183 kW (252 HP; 249 CV)

### Rendimiento
- Velocidad máxima operativa (Vno): 220 km/h (137 MPH; 119 kt)
- Alcance: 1038 km (560 nmi; 645 mi)
- Techo de vuelo: 4725 m (15 502 ft)

## Aeronaves relacionadas

### Aeronaves similares
- Globe Swift
- Spartan Executive
- Warren CP-1

### Secuencias de designación
- Secuencia Alfanumérica (interna de Stinson): ← Model O - Model R - Model S - Model SR - Model U - Model W - Model 10 →
- Secuencia V-_ (interna de Vultee): ← V-74 - V-75 - V-76 - V-77 - V-78 - V-80 - V-83 →
- Secuencia L-_ (Aviones de Enlace de las USAAF/USAF, 1942-1962): ← L-9 - L-10 - L-11 - L-12 - L-13 - L-14 - L-15 →
- Secuencia AT-_ (Entrenadores Avanzados del USAAC/USAAF, 1925-1948): ← AT-16 - AT-17 - AT-18 - AT-19/A/B/C - AT-20 - AT-21 - AT-22 →
- Secuencia C-_ (Aviones de Carga del USAAC/USAAF/USAF, 1924-1962): ← C-78 - C-79 - C-80 - C-81 - C-82 - C-83/A - C-84 →
- Secuencia R_Q (Aviones de Transporte de la Armada estadounidense, 1931-1962 (Stinson, 1934-1936)): RQ - R3Q
- Secuencia G_Q (Transportes (monomotores) de la Armada estadounidense, 1931-1941 (Stinson, 1934-1936)): GQ